# Кашкавал
Кашкавал — жёлтый сыр из коровьего и овечьего молока. Кашкавал имеет гладкую поверхность без отверстий и пятен, полутвёрдую текстуру, он ровного соломенного цвета, жирность 25-32 %. Вызревает этот сыр долго — более 6 месяцев. Кашкавал вырабатывается из свежего, натурального молока без добавок, со специально селекционированной бактериальной закваской, в которой микроорганизмы находятся в строго определённом соотношении. От этого, в значительной степени, зависит созревание сыра, его специфический вкус и аромат.

## Этимология
Название Кашкавал происходит от итальянского Caciocavallo (cacio (сыр) и cavallo (лошадь) и делался он первоначально из кобыльего молока.

## Распространение

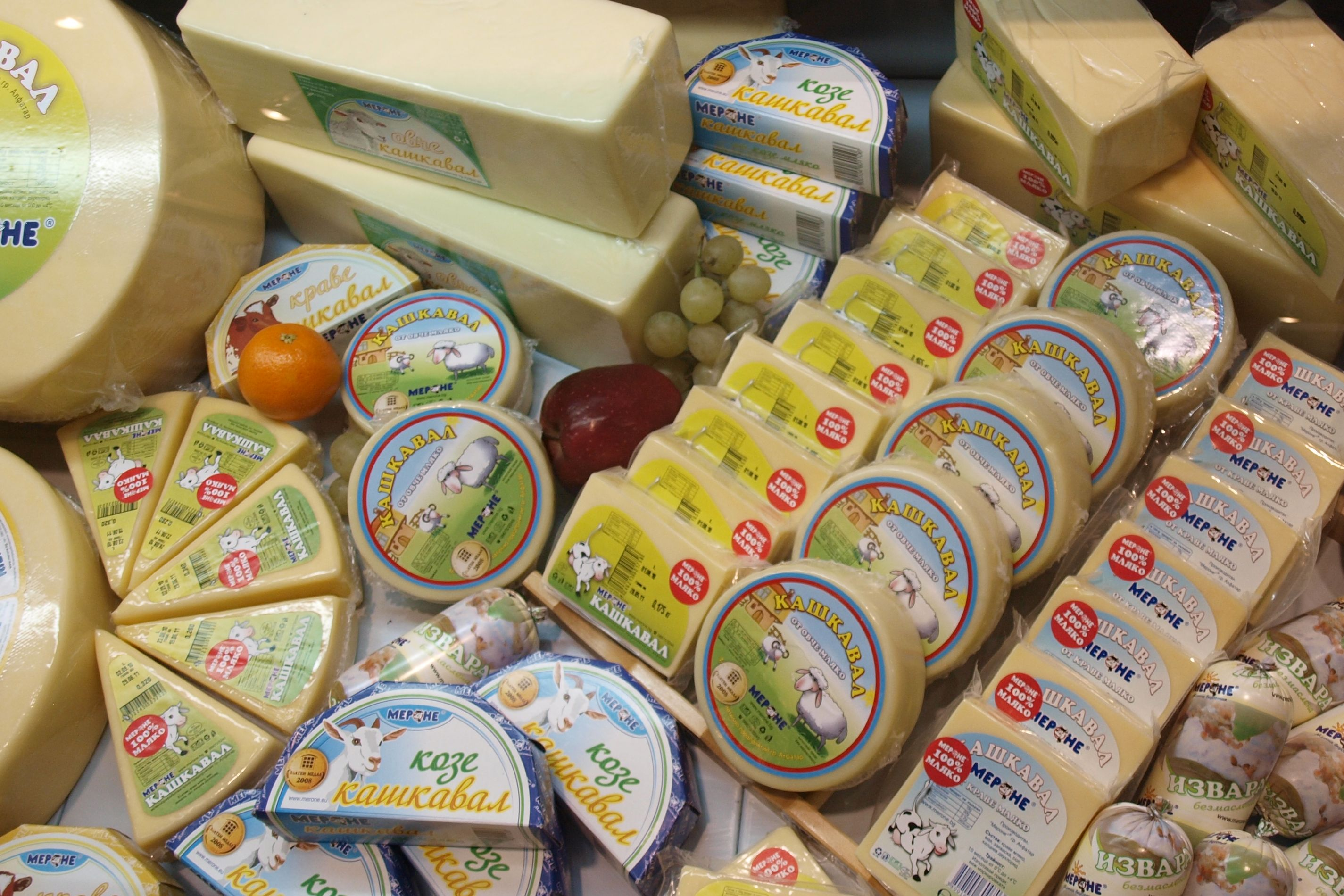
Кашкавал в вакуумной упаковке

В Болгарии кашкавал производится из коровьего молока. Его используют, добавляя в печенье, а также при изготовлении пиццы. В Румынии кашкавал изготовляют из коровьего или овечьего молока. Сыр могут подавать с мамалыгой. Также популярным блюдом является кашкавал, обжаренный в панировочных сухарях. В Сербии кашкавал традиционно изготовляют из овечьего молока.